# Fête du Livre de Kinshasa

Émilie Flore Faignond à la 6ème édition de la Fête du livre de Kinshasa.

La Fête du livre de Kinshasa est un Salon ou une Grande Rentrée littéraire de Kinshasa qui se déroule tous les ans en République démocratique du Congo presque 7 jours durant. Elle est une manifestation culturelle initiée par le lycée français René Descartes de Kinshasa ou l’Institut Français de Kinshasa, qui propose une rencontre entre des écrivains et le public par le biais de conférences et débats autour du livre.

## Présentation
Le Fête du livre de Kinshasa réunit une trentaine d'auteurs de la scène littéraire congolaise, africaine ou internationale autour d'un thème différent à chaque édition, et en présence d'un ou plus d'invités d'honneur. Elle propose des rencontres littéraires, des spectacles de rue, des représentations théâtrales, des expositions et des ateliers artistiques qui, soutenue par le Pôle Eunic-RDC, réunit chaque année depuis 2014, des visiteurs tant célèbres que peu connus, dans un lieu de dialogue entre écrivains africains et ceux de l’Europe, autour du livre car il semble que « En RDC, l’accès au livre reste un défi ».

## Listes des éditions

### 2020
Les écrivains invités pour la 7e édition sont : In-Koli Jean Bofane, Max Lobé, Wilfried N'sondé, Djali Amadou Amal, Ange Kasongo, Gauz, Mambou Aimée Gnali (première participation), Lolvé Tillmanns, Anne-Sophie Subilia et la slameuse Mariusca Moukengue. Elle s'est déroulée au Centre Wallonie-Bruxelles.

### 2018
Pour cette 6è édition, la Fête du livre placée sous le thème « Congo, regards croisés», ouvre ses portes à la Halle de la Gombe à Kinshasa et se poursuit dans d'autres villes telles que Lubumbashi et Goma, accueillant 30 auteurs dont 18 venus de l’étranger et 12 évoluant en RDC,.

### 2017
Alors que la promotion pour l’événement est tenue à l'Académie des beaux-arts de Kinshasa, la 5è Édition de la Fête du Livre à Kinshasa autour du thème « Histoire d’Afrique, histoires d’avenir » est célébrée à l’Institut Français. Cette rencontre festive reçoit des auteurs congolais et africains invités, entre autres, Mukala Kadima-Nzuji, Bibish Mumbu, Barly Baruti, le gabonais Janis Otsiemi, l'algérien Yasmina Khadra. La particularité de l'année est la soirée d’ouverture avec la remise du prix européen de littérature congolaise Makomi.

### 2016
La 4è édition de la fête du livre choisit pour thème de l'année « Roman noir et société africaine », elle se déroule à la Halle de la Gombe (où se trouve également l’Institut Français de Kinshasa) qui l'accueille chaleureusement depuis la première célébration.

### 2015
La 3è édition de la Fête du livre de Kinshasa est accueillie par l’Institut Français de Kinshasa (Halle de la Gombe) durant cinq jours. Au total 30 auteurs, congolais, belges, suisses, français, suédois, burundais et anglais. Quelques figures à l'exemple de : Bestine Kazadi, Wilfried N’sondé, Guillaume Jean de la France, le photographe milanais Angelo Turconi, l’historienne Chantal Tambu, le dramaturge Dominique Mpundu, le dessinateur coloriste Asimba Bathy. Plusieurs sites abritent les activités à travers la ville de Kinshasa pour renforcer les liens entre les différents instituts, à savoir : Lycée Prince de Liège, Lycée français René Descartes, l’Espace Masolo, l’Espace Sadi, le Centre Wallonie-Bruxelles, l’Espace Bilembo et l’Académie de Beaux Arts.

### 2014
La deuxième fête du livre de Kinshasa a lieu du 12 au 16 novembre 2014, et a accueilli plusieurs écrivains de différentes nationalités, notamment Bibish Mumbu, Fiston Mwanza, Appollo, David Van Reybrouck, Colette Braeckman, Marie Darrieussecq ou Guillaume Jan.

### 2013
La première fête du livre, initiée par trois enseignants du lycée français de Kinshasa (Olivier Appollodorus, Cyril Aubert et Michel Jeanroy),  en partenariat avec l'Institut français de Kinshasa et plusieurs autres institutions culturelles, est marquée par la présentation d'ouvrages et les séances de dédicaces dans différents coins de la ville avec plusieurs intervenants de renom comme Jean Rolin, Lieve Joris, Jean-Philippe Stassen, Colette Braeckman, Tom Tirabosco, Bernadette Tokwaulu, Dan Bomboko, Vincent Lombume, Stéphane Masiste Magunda, Sylvie Dyclo-Pomos, Yoka Lye Mudaba, Patrick Mudekereza. Le thème annoncé est "Le Congo au coeur du récit".